# Радянський район (Воронеж)
Радянський район —внутрішньоміський район Воронежу Знаходиться у південно-західній частині міста, утворений 10 квітня 1973 року
Площа району —156,6 км. Район розташований правому березі Воронезького водосховища.
Це один із найзеленіших районів Воронежа, із заходу та півдня він оточений лісами. На території району перебувають промислові підприємства: Воронезький механічний завод, Конструкторське бюро хімавтоматики, РІФ, завод «Еталон», Керамічний завод, фабрика іграшок.
Однією з визначних пам'яток Радянського району є дитячий парк Танаїс, розташований у житловому масиві Південно-Західного мікрорайону, улюблене місце відпочинку городян.
Керівник управи району -Копитин Олег Юрійович

## Історія
10 квітня 1973 року указом Президії Верховної Ради РРФСР у місті Воронежі було створено новий, шостий за рахунком, Радянський район.
До складу Радянського району адміністративно входять мікрорайони Придонської, Тінистий, Шилове, Перше Травня, Підклітне, Малишеве.

## Транспорт
«Південно-західна» автостанція (автобуси на Россош, Новий Оскол, Олексіївку, Острогозьк, Стрілицю та ін).
Також через район проходить багато автобусів.
До 2009 року район був забезпечений трамваєм.

## Релігія
- Свято-Троїцька церква
- Храм усіх святих, що в землі Російській просіяли

## Пам'ятники
- Пам'ятник Т-34
- Пам'ятник льотчикам

## Вулиці
- Вулиця 9 Січня (кордон по середині вулиці)
- Вулиця Генерала Перхоровича
- Героїв Вулиця Сибіряків
- Вулиця Домобудівників
- Депутатська вулиця
- Проспект Патріотів
- Теплична вулиця
- Південно-Моравська вулиця
- Горбиста вулиця
- Путилівська вулиця